# Крістіан Голомєєв
Крістіан Голомєєв (4 липня 1993) — грецький плавець. Учасник Олімпійських Ігор 2012, 2016, 2020 та 2024 років.
Призер Чемпіонату світу з водних видів спорту 2019 року.
Призер Чемпіонату Європи з водних видів спорту 2018, 2021 років.

## Виступи на Олімпійських іграх
| Олімпіада           | Дисципліна             | Місце |
| ------------------- | ---------------------- | ----- |
| Лондон 2012         | 100 м вільним стилем   | 31    |
| Ріо-де-Жанейро 2016 | 50 м вільним стилем    | 13    |
| Ріо-де-Жанейро 2016 | 100 м вільним стилем   | 20    |
| Ріо-де-Жанейро 2016 | 4×100 м вільним стилем | 10    |
| Ріо-де-Жанейро 2016 | 4×200 м вільним стилем | 15    |
| Токіо 2020          | 50 м вільним стилем    | 5     |
| Токіо 2020          | 4×100 м вільним стилем | 15    |
| Париж 2024          | 50 м вільним стилем    | 5     |